# Ксери
«Ксери» (греч. Ξερή) — карточная игра, популярная в Греции, похожа на турецкую карточную игру пишти.

## Описание
Желательно играть 52 картами без джокеров. Цель игры — набрать больше очков, чем противник. Игра состоит из нескольких раундов, пока один из игроков не наберёт хотя бы 37 очков. 6 карт всегда выдаются двум игрокам и разыгрываются поочерёдно. Вначале на стол выкладываются 4 карты лицом вверх. После того как разыгрываются 6 карт в руке, по 6 карт снова раздаются обоим игрокам. Раунд заканчивается, когда сыграны последние 6 карт. Игрок, который смог взять последние карты, получает оставшиеся карты, которые всё ещё лежат на столе лицом вверх.
Возможно комбинировать карты, добавляя значение. Например положить 5 на 3, и объявить из сумму в 8. В этом случае объединённые карты можно брать только с восьмёркой. Если игрок может полностью опустошить стол, то есть взять последнюю лежащую карту с совпадающей, это комбинация называется «Ксери и немедленно приносит игроку 10 очков. Эти карты помещаются отдельно, и одна карта остаётся открытой, так что «Ксери можно легко распознать при подсчёте.
Подсчёт очков:
- Тот, у кого больше карт в конце раунда, получает 4 очка.
- За каждый выигранный туз в картах игрок получает 1 очко.
- Двойка треф приносит 1 очко.
- 10 бубен дают 2 очка.
- Комбинация «Ксери» даёт 10 баллов.

При этом возможно получить максимум 11 очков за раунд без комбинации «Ксери».